# Miroslav Tyrš

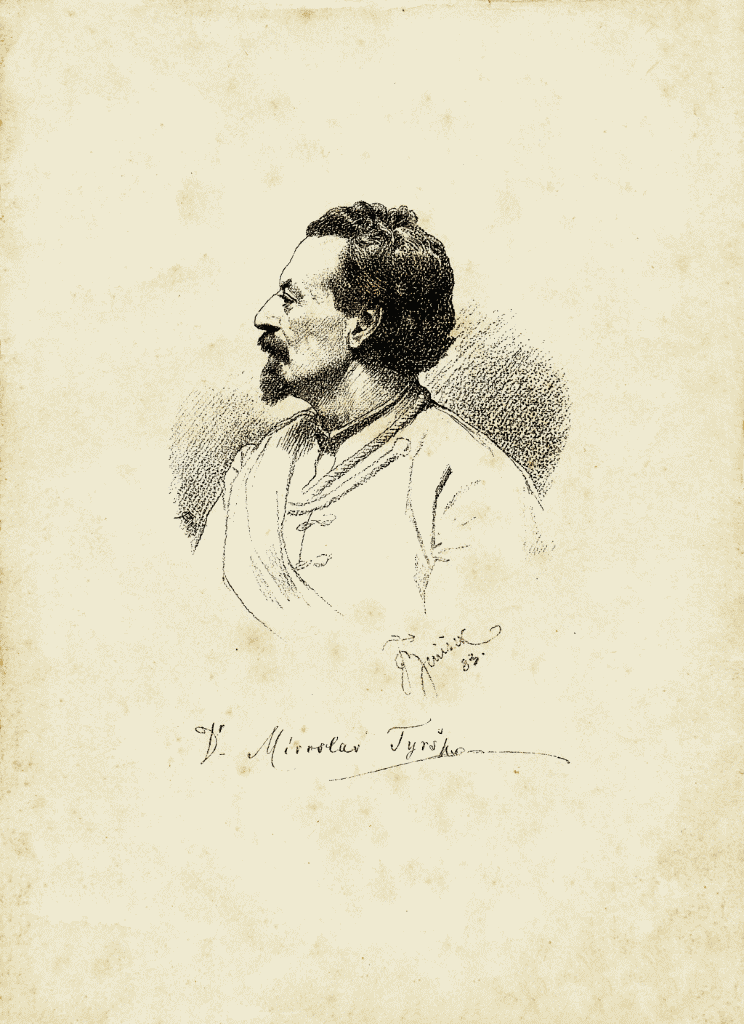
Tyršův portrét Františka Ženíška v Památníku Sokola Pražského (1883)

Miroslav Tyrš (narozen jako Fridericus Emanuel Tirsch) (17. září 1832 Děčín – 8. srpna 1884 Oetz) byl český národní obrozenec německého původu, kritik, historik umění, estetik a univerzitní pedagog. Podílel se na vzniku organizovaného tělocvičného hnutí v Čechách, zejména na založení Sokola, a je autorem českého tělocvičného názvosloví.

## Životopis
Narodil se v německojazyčné rodině lázeňského a panského lékaře MUDr. Jana Vincence Tirsche na děčínském zámku. Jeho dědeček z otcovy strany – zedník Karel Tirsch – pocházel z Krbice (Körbitz), německojazyčné, dnes již zaniklé obce. Matka Vincencie Tirschová, rozená Kirschbaumová, i otec pocházeli z Čech, ale mluvili německy. Rodina žila v Děčíně pouhé čtyři roky, protože v roce 1836 se otec nakazil tuberkulózou a odešel s rodinou k příbuzným do Döblingu u Vídně, kde ještě téhož roku zemřel. Matka se synem se uchýlila k příbuzným do Kropáčovy Vrutice na Mladoboleslavsku, ale v roce 1838 zde zemřela. (Na tuberkulózu zemřely v útlém věku i obě Tyršovy sestry.)
Od šesti let byl vychováván v české vlastenecké rodině strýce z matčiny strany v Kropáčově Vrutici, později u druhého strýce, ředitele Stránovského panství Kirschbauma. Tehdy dochází při obecné škole na němčinu k faráři Vedralovi.
V roce 1841 se přestěhoval do Prahy ke strýci Antonínu Kirschbaumovi a začal studovat. Zprvu na dvoutřídní triviální škole u Maltézů, pokračoval na malostranském gymnáziu. Zde se začal zajímat o studium antické kultury.
Od dětství měl chatrné zdraví, a proto na radu svého lékaře začal v Praze cvičit. Navštěvoval tělocvičný ústav Schmidtův a později ústav Jana Malýpetra.
Mladého Tyrše, tehdy šestnáctiletého, velice ovlivnila jednak revoluce v roce 1848, jednak humanitní studijní orientace, a proto se rozhodl přestoupit na tehdy nejlepší střední školu klasického zaměření, na akademické gymnázium, které bylo mimo jiné i díky svým prefektům (Klicperovi a Jungmannovi) orientováno vlastenecky. Po absolutoriu školy Tyrš odešel studovat na přání příbuzných na právnickou fakultu Karlovy univerzity. Práva jej nebavila, a proto přestoupil na filozofickou fakultu, kde studoval filozofii a estetiku. Chtěl získat vzdělání všestranné, věnoval se i studiu matematiky a anatomie. V roce 1855 studia ukončil. Neměl však peníze, a proto se stal vychovatelem synů továrníka Eduarda Barthelmuse v Novém Jáchymově u Berouna. S jeho syny cvičil, ve volných chvílích pracoval na českém tělocvičném názvosloví. V nedaleké myslivně se seznámil s Jindřichem Fügnerem. V roce 1860 byl v Praze promován doktorem filozofie (PhDr.) a rok poté, po pádu Bachova režimu, se do Prahy odstěhoval. Žil skromně z nevelkého platu cvičitele soukromého tělocvičného ústavu.
Zpočátku Tyrš projevoval více různých zájmů, nesoustředil se na určitý vědní odbor. Původně se chtěl věnovat filozofii (do Riegrova naučného slovníku přispíval filozofickými hesly, pracoval na Dějinách filosofie), ale od začátku 70. let 19. stol. převážil jeho zájem o výtvarné umění a estetiku. Kvůli studiu výtvarných technik podnikl studijní cesty do Německa, Francie a Anglie.
Po smrti svého přítele Jindřicha Fügnera se zamiloval do Fügnerovy dcery Renáty (1854–1937), kterou vzdělával jako domácí učitel a do jisté míry vychovával. Postupně se natolik sblížili, že se 28. srpna 1872 vzali. Svatbu mohli uskutečnit, až když ke sňatku dala svolení matka a poručník. Brzy po svatbě se u Tyrše objevily první příznaky duševní nemoci, s níž se odjel léčit do zahraničí. Řada popisovaných příznaků nasvědčuje, že příčinou obtíží, která Tyršovi znemožňovala pracovat mohla být periodická depresivní porucha, bipolární afektivní porucha, či syfilis. Renáta Tyršová spolupracovala s manželem při jeho odborné činnosti, při zahraničních studijních cestách aj.
V roce 1880 se Tyrš habilitoval pro dějiny výtvarného umění na pražské České technice (spisem Laokoon, dílo doby římské) a rok na to byl zde jmenován docentem. Ve studijním roce 1882–1883 přednášel metodologii dějin umění. Zároveň se ucházel o místo na české Filozofické fakultě Karlovy Univerzity. Ovšem po prvním všesokolském sletu (Jubilejní slavnost Sokola Pražského 1882) mu úřady podmínily možnost učit na univerzitě rezignací na činnost v Sokole. Po těžkém rozhodování podmínku splnil (předpokládal, že po dvacetileté činnosti je už Sokol natolik samostatný, že může pracovat bez jeho vedení, což se ukázalo jako správné). V říjnu 1883 byl jmenován soukromým docentem a od 1. ledna 1884 mimořádným profesorem s platem 1200 zl. ročně.
Roku 1884 jako redaktor časopisu Zlatá Praha uzavřel smlouvu s Ottovým nakladatelstvím na vydání Dějin výtvarných umění, z nichž stačil odevzdat první část, než zemřel.
Tyrš se významně účastnil českého kulturního i politického života. Stal se předsedou výtvarného odboru Umělecké besedy a byl členem poroty pro sochařskou výzdobu Národního divadla. Několikrát kandidoval za mladočechy a byl od roku 1869 volen poslancem českého zemského sněmu. V roce 1873 se stal i poslancem říšské rady. V doplňovacích zemských volbách v září 1882 byl zvolen na Český zemský sněm, kde zastupoval kurii městskou, obvod Dvůr Králové, Náchod, Hořice, Nové Město n. M. Je uváděn jako mladočeský kandidát. Ovšem Tyrš krátce před volbami veřejně oznámil, že kvůli pracovnímu vytížení nemůže mandát přijmout. Své vyjádření zopakoval i po volbách.

## Zakladatel Sokola
Tyrš se „do české historie … zapsal především jako spoluzakladatel (16. 2. 1862) a vůdčí ideový i organizační činitel Sokola (i jako tvůrce českého tělocvičného názvosloví); byl rovněž iniciátorem prvního všesokolského sletu v r. 1882. Přál si, aby sokolství v duchu starořeckého ideálu kalokagathie pěstováním tělesné zdatnosti a brannosti přispívalo k harmonickému rozvíjení lidské osobnosti a národní kultury.“
Byl jedním ze zakládajících členů tělocvičného spolku Sokol Pražský na jaře roku 1862. Byl v letech 1862 až 1864 jeho prvním tělocvičným (a placeným) náčelníkem a práci se věnoval naplno. „Do stanov Sokola se promítlo i jeho vlastenecké a demokratické smýšlení.“ Roku 1863 navrhl vytvořit „Sbor pro vzájemnost československých spolků tělocvičných“ a svolat všechny cvičitele, avšak to mu rakouské úřady nepovolily a byl i policejně vyšetřován.
Spolu s kolegy navrhl uspořádat první slet sokolů již roku 1866, i tento záměr byl úředně zakázán. Když bylo v roce 1871 vydáno první číslo časopisu Sokol, uveřejnil v úvodu stať Náš úkol, směr a cíl. V době příprav oslav 20. výročí založení Sokola navrhl uspořádat veřejné cvičení s průvodem Prahou. Prvotní návrh pak rozšířil na uspořádání sjezdu všech sokolských jednot z Čech a Moravy s přizváním bratrských spolků ze světa (1. Všesokolský slet).
V roce 1878 se seznámil seznámil Miroslav Tyrš s Josefem Eugenem Scheinerem, který vstoupil jako sedmnáctiletý do pražského Sokola.  Jejich první setkání zprostředkovala teta Scheinerová, sestra matky Renaty Tyršové (Tyršovy manželky) a zároveň švagrová Scheinerova otce. Scheiner se stal nadšeným Tyršovým následovníkem. 
V únoru 1882 předložil Miroslav Tyrš cvičitelskému sboru Sokola Pražského základní sokolský dokument Základové tělocviku (dokončil Vilém Kurz), později nazývaný „Tyršova soustava“, který se stal i základem sestav pro sletová cvičení. Stanovil také sokolské zásady (síla a mužnost, činnost a vytrvalost, láska k volnosti a vlasti, dobrovolná práce a kázeň, vzájemný bratrský vztah členů).

## Tyršova filozofie
(Převzato ze Slovníku českých filosofů.)
»Bývá řazen mezi sociální evolucionisty darwinovského typu, ale filozofických vlivů lze u něho nalézt více. Stálou inspirací mu byla antika a německá filozofie. Už v 50. letech 19. století se zabýval Schopenhauerem (Historische Einleitung in die Philosophie A. Schopenhauers), z jehož filozofie mu vyhovovala zejména nauka o vůli, teorie identity těla a duše a etický ideál lásky. Zároveň ho poutal L. Feuerbach svou kritikou náboženství. Na začátku 60. let se seznámil s Darwinovým spisem O vývoji druhů (z r. 1859), přijal jeho přírodovědnou teorii, zejména zákon vývoje, který pak aplikoval na společnost. Darwinův boj o život chápal jako vědecké a filozofické překonání pesimismu a pasivity, v něž ústí Schopenhauerovo učení o vůli k životu, jako předpoklad pokroku, postupného zušlechťování člověka a společnosti, pobídku k činnosti. Měl za to, že „veškeré dějiny jak tvorstva vůbec, tak lidstva zvláště jsou věčný boj o bytí a trvání, v němž podlehne a vyhyne, co k životu nadál je neschopno a celku závadno“ a že „každý národ zhynul jen vlastní vinou svojí“; čím menší národ, tím „větší činnost vyvinouti musí, aby byl a zůstal platným a závažným členem lidstva“. – Všechny tyto filozofické vlivy pronikají i do Tyršových úvah o náboženství. Ty se objevují i v uměnovědných pracích, v článcích z r. 1871 a 1881 a zejména ve studii Mohamed a nauka jeho, pojednávající nejen o islámu, ale také o vzniku a podstatě náboženství, náboženských dogmatech, obřadech, mravouce, herezi, politickém pozadí náboženských konfliktů. Tyrš podobně jako Feuerbach předpokládal, že lidé promítají do konceptu boha své vlastnosti a poměry, že národ si podle svého obrazu vytváří bohy, kteří vyhovují jeho potřebám. Původní formu náboženství spatřoval v polyteismu, jehož rozmanité podoby vysvětloval geografickými a národními specifiky. Snažil se též vypátrat, jak fungují mechanismy vývoje náboženských útvarů (např. polyteismus se promění v náboženství světové, setřou-li se atributy příznačné jen pro určitou zemi). Na otázku, zda se po islámu, nejmladším ze světových náboženství, může objevit další světové náboženství, jemuž by se podařilo „podrobiti sobě mysli veškeré“, odpovídá, že takové náboženství tu již je, že „je to duch lásky a osvěty“ a že jeho proroky jsou všichni „dobří, vzdělaní a horliví lidé“, kteří chtějí spojit své síly a vymýtit ze světa hmotnou i duševní bídu, ovšem „toliko zbraní mravnou a duševní“.«

## Tragické úmrtí

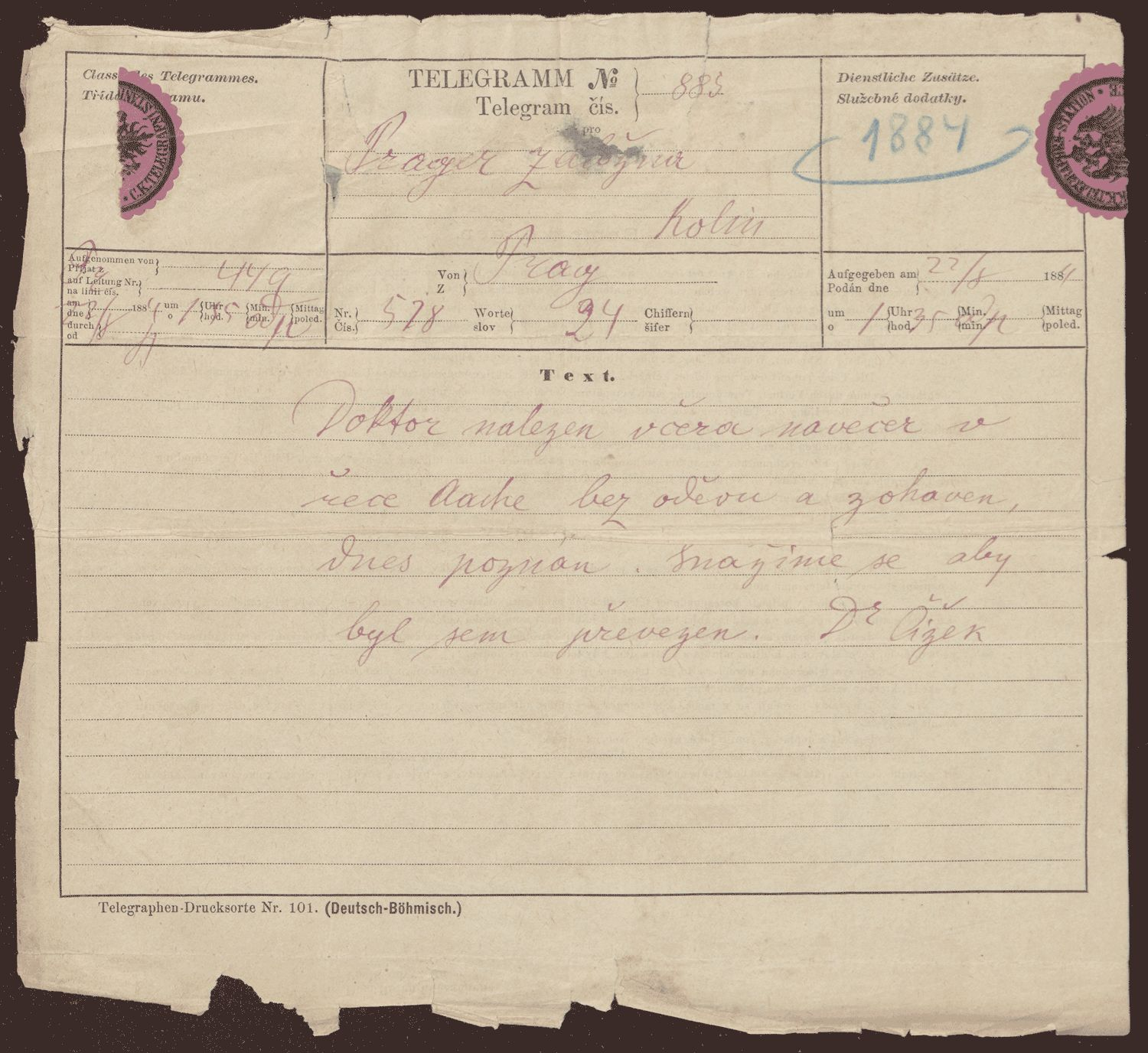
Telegram o nálezu těla Miroslava Tyrše, 1884. (SOkA Kolín)

Při ozdravném pobytu v Ötzu utonul v říčce Ötztaler Ache u osady Habichen v Tyrolských Alpách. Jeho tělo bylo nakrátko pohřbeno v Ötzu. Okolnosti jeho úmrtí nebyly nikdy zjištěny.
Od roku 1973 na památku tragické Tyršovy smrti pořádají střídavě sokolské župy bavorská, rakouská a švýcarská v Oetzu slavnostní srazy. 
Miroslav Tyrš je pohřben na Olšanských hřbitovech a sdílí zde mohylu společně s Jindřichem Fügnerem.

## Uctění památky
Když vznikla první sokolská župa (v r. 1884 v Kolíně), byla pojmenována po Miroslavu Tyršovi „Sokolská župa Tyršova na středním Labi se sídlem v Kolíně“. K mohyle na Olšanech byly vysílány při všesokolských sletech delegace k uctění památky obou zakladatelů Sokola.
Roku 1933 postavili sokolové na Spořilově v Praze 4 novou sokolovnu a při ní vysadili 2 lípy velkolisté na památku Dr. Miroslava Tyrše (lípa vpravo) a Jindřicha Fügnera (lípa vlevo).

## Dílo, výběr

### Odborné statě o umění
- Dr. Miroslav Tyrš, O umění, Svazek I. Pojednání obecná, Praha 1932 (Sokolský archiv, sv. 4)
- Dr. Miroslav Tyrš, O umění, Svazek II. Z dějin umění od doby orientální do renesance, Praha 1934 (Sokolský archiv, sv. 6)
- Dr. Miroslav Tyrš, O umění, Svazek III. Úvahy a posudky o výtvarných pracích z výstav a porot z let 1872–1879 (Sokolský archiv, sv. 7)
- Dr. Miroslav Tyrš, O umění, Svazek IV. – obsahuje mj. habilitační spis M. Tyrše: Láokóon. Dílo doby římské, Praha 1873 (Sokolský archiv, sv. 10)
- TYRŠ, Miroslav. Laokoon: dílo doby římské. Praha: Kober, 1873. 69 s.
- TYRŠ, Miroslav a TYRŠOVÁ, Renata, ed. Dra Miroslava Tyrše Úvahy a pojednání o umění výtvarném. Díl I., O Josefu Mánesovi. Život Jaroslava Čermáka a jeho osobnost. V Praze: Nákladem Tělocv. jednoty Sokol, 1901. 186 s. Úvahy a řeči Dra Miroslava Tyrše.
- fragment chystané knihy Rafael Santi a díla jeho. Umění 6, 1933, s. 75–92.

### Tělesné cvičení
- TYRŠ, Miroslav. Cvičení sokolská. V Praze: [s. n.], 1867. 1 sv.
- TYRŠ, Miroslav. Hod olympický. V Praze: M. Tyrš, [1869?]. 30 s., [1] list.
- TYRŠ, Miroslav. Německo-české názvosloví tělocvičné: dle Ravensteina nově a úplně spracováno. Německo-české názvosloví šermířské: dle Lübke-ho. a Česko-francouzské názvosloví šermířské. V Praze: I.L. Kober, 1868. 16 s.
- TYRŠ, Miroslav. Spisy tělocvičné. I, Základové tělocviku. 2. nezm. vyd. Praha: Pražský Sokol, 1912. 208 s. Úvahy a řeči, sv. 3.
- TYRŠ, Miroslav. Statisticko-historický přehled jednot Sokolských: pro rok 1865. Praha: M. Tyrš, 1865. 143 s.
- TYRŠ, Miroslav. Základové tělocviku. V Praze: I. L. Kober, 1873. 164 s.
- TYRŠ, Miroslav. Základové tělocviku. 2. nezměněné vyd. Praha: Sokol pražský, [1869?]. 208 s., 6 tab.

### Životopis
- TYRŠ, Miroslav. Miroslav Tyrš: stručný nástin života a působení jeho. Praha: Pražská tělocv. jednota Sokol, 1884. 85, [3] s.

## Vyobrazení ve výtvarném umění
Tyrš byl často zpodobován sochařsky, malířsky i v grafice. Největší sbírku má Národní muzeum v Praze, oddělení novodobých českých dějin (jež spravuje někdejší sbírky Muzea tělovýchovy a sportu a Českého Sokola). Autory Tyršových portrétů jsou mj.:

### plastika
- Vilím Amort
- Josef Václav Myslbek
- Ladislav Šaloun
- František Bílek
- Bohuslav Schnirch
- Josef Mařatka
- Bohumil Kafka

### malba, kresba a grafika
- Karel Javůrek
- Jan Vilímek
- František Ženíšek
- Max Švabinský

### plakety a medaile
- Josef Pekárek
- Otakar Španiel
- Jaroslav Brůha
- Emanuel Halman

## Galerie

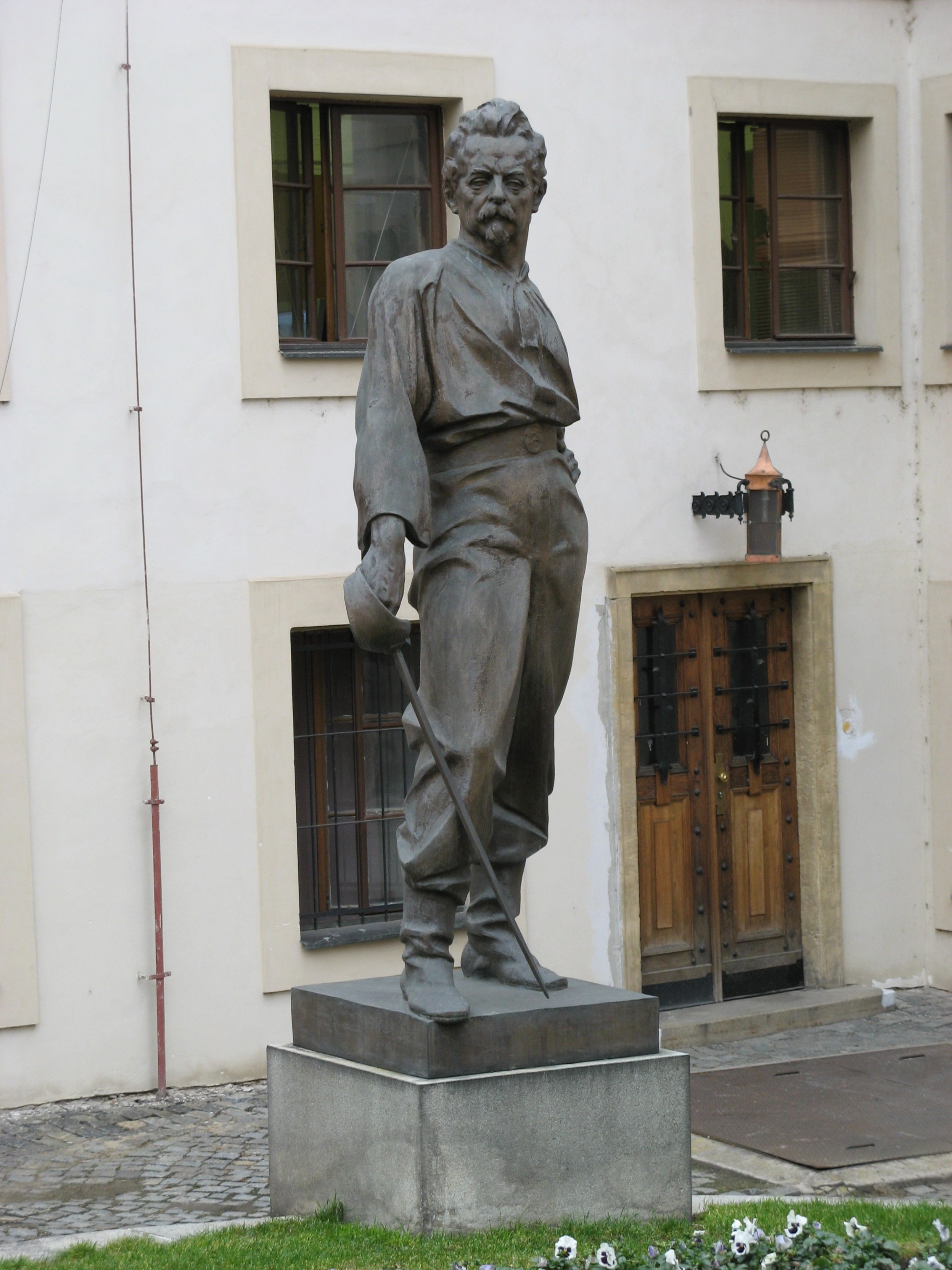
Miroslav Tyrš v sokolském kroji od sochaře Ladislava Šalouna na nádvoří Tyršova domu v Praze na Újezdě. Socha byla odhalena v roce 1926, za války zničena, po válce odlita podle dochovaného modelu.
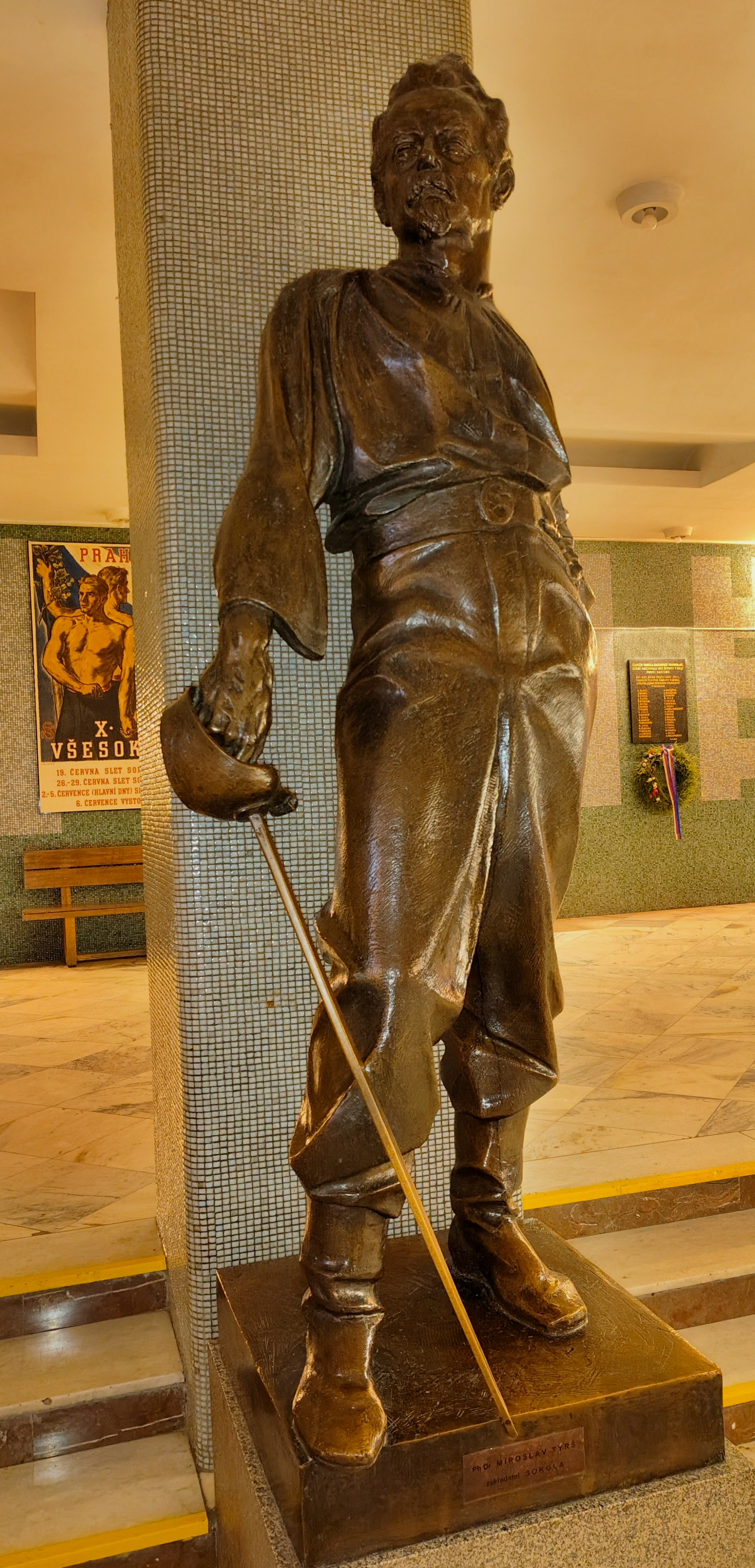
Socha Miroslava Tyrše v Praze ve Vinohradské Sokolovně
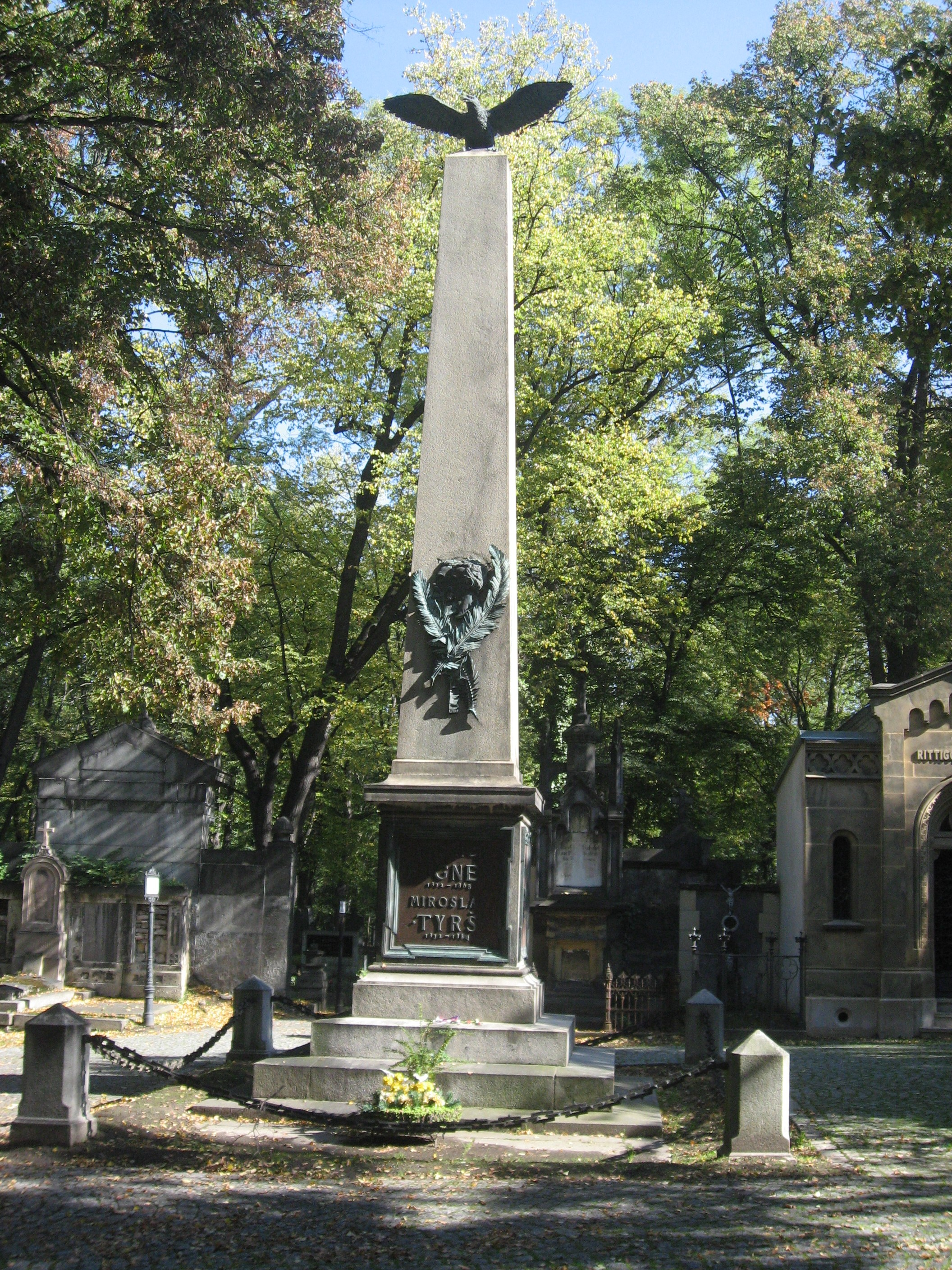
Tyršův hrob na Olšanských hřbitovech
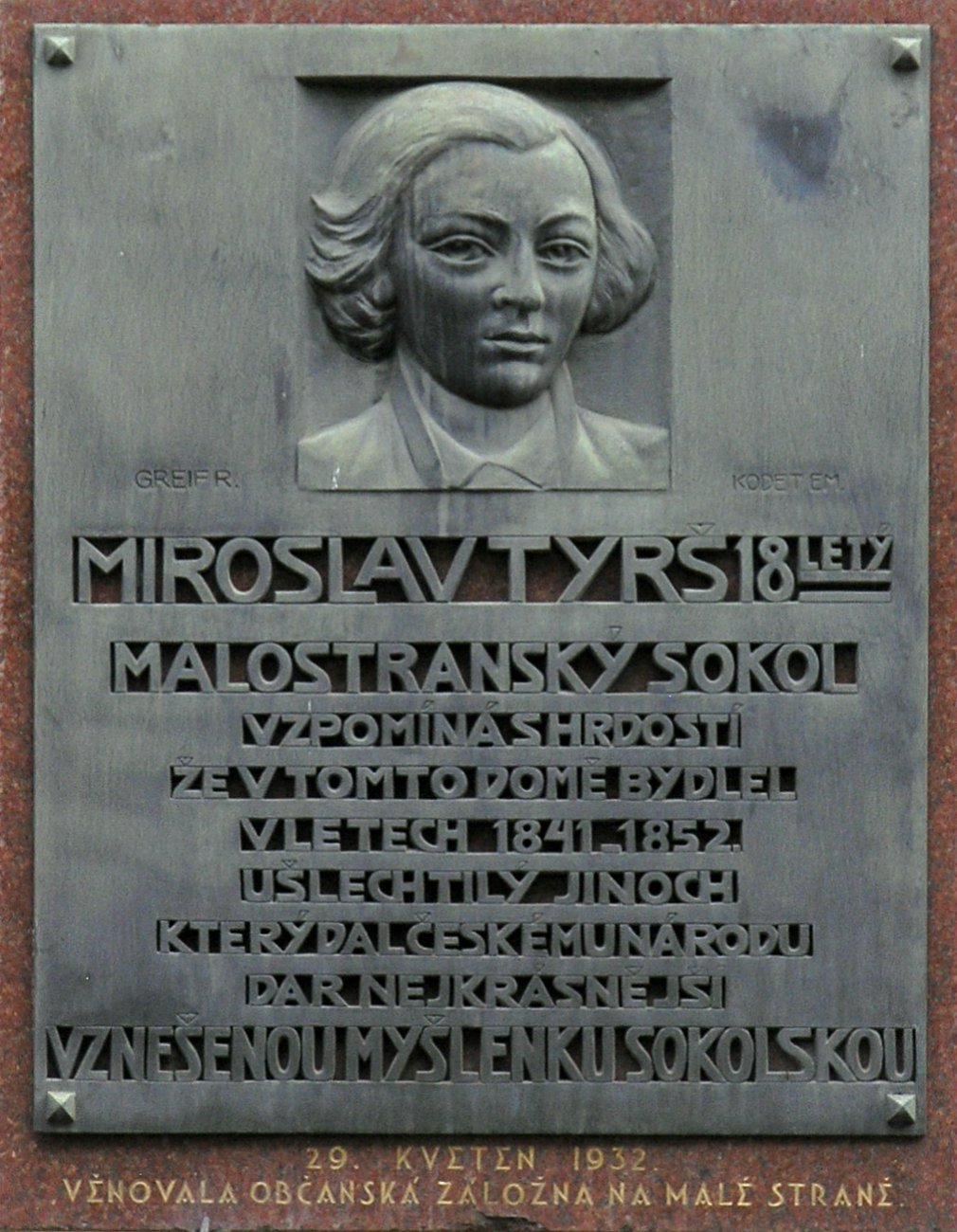
Miroslav Tyrš – pamětní deska v pražské Karmelitské ulici
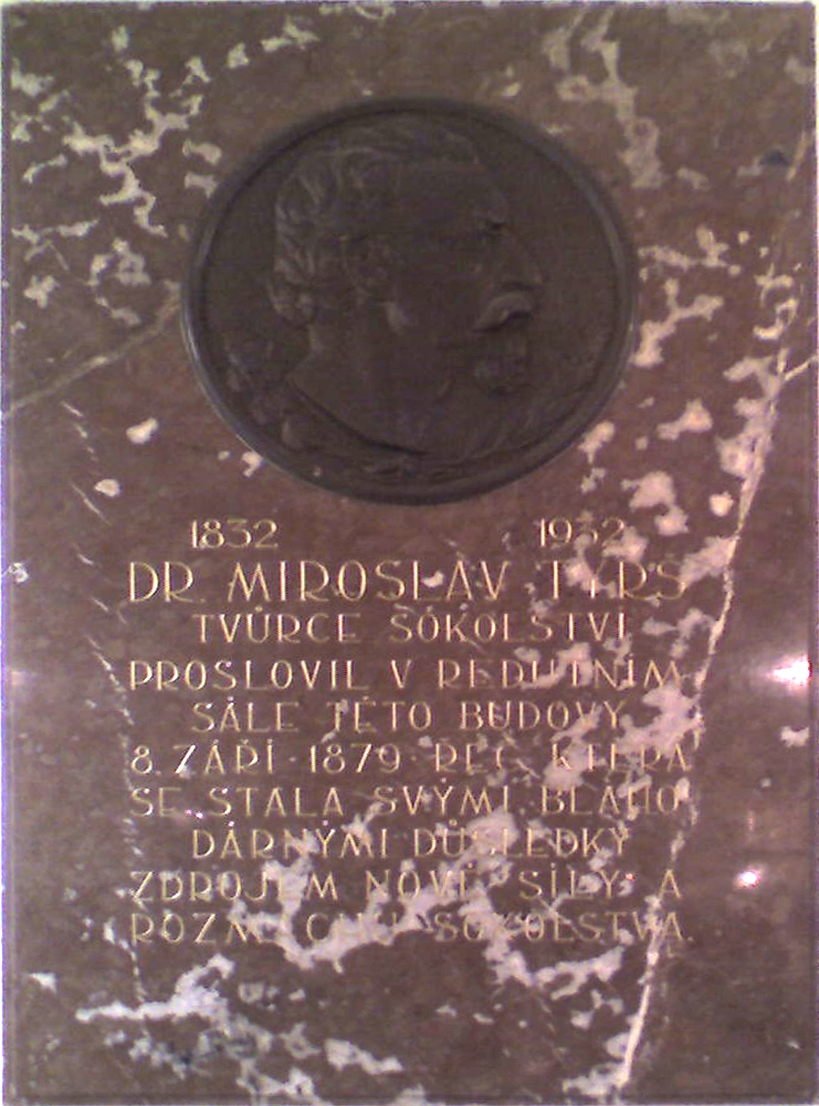
Miroslav Tyrš – pamětní deska v Moravském divadle v Olomouci
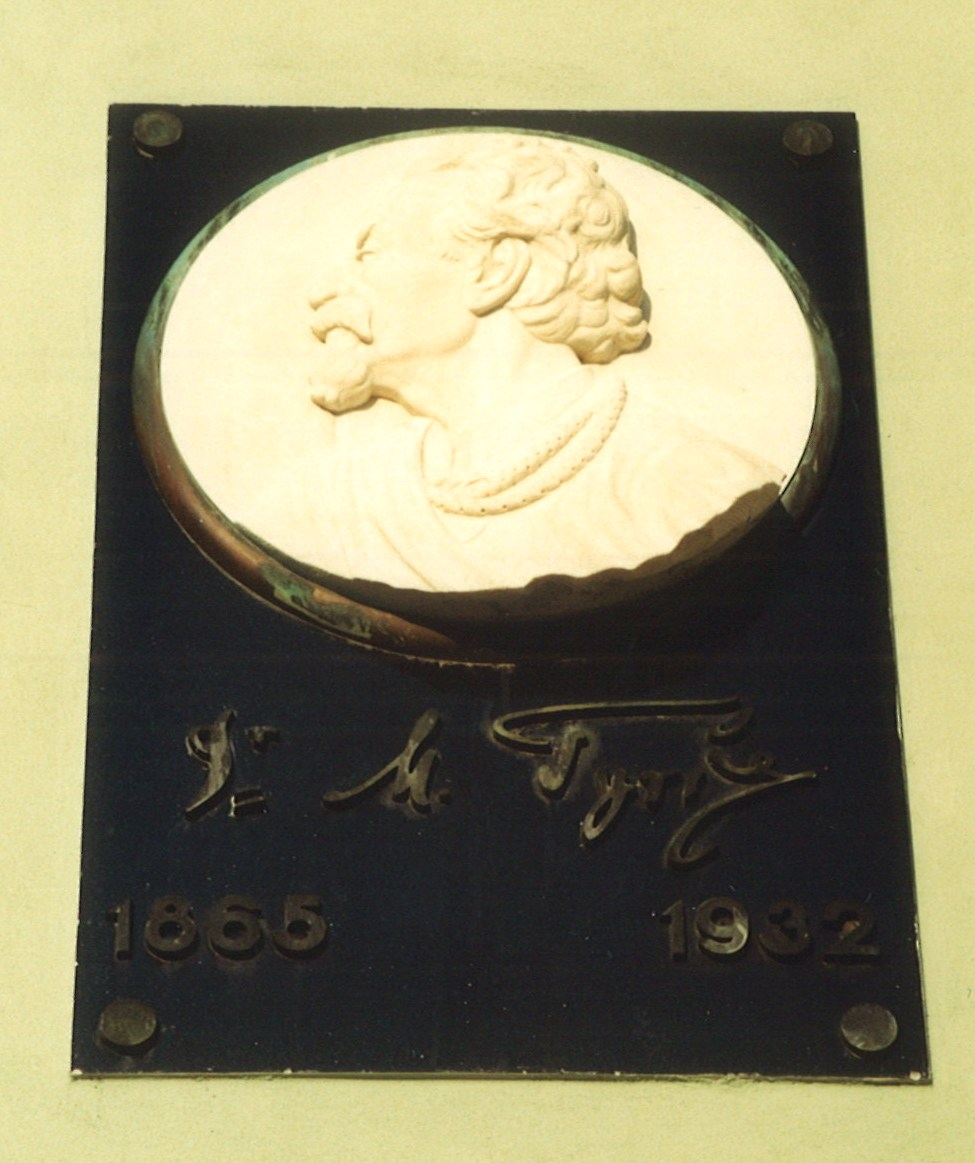
Miroslav Tyrš – pamětní deska od Sylvestra Harny připomínající svěcení Mánesova praporu v roce 1865 v Kroměříži
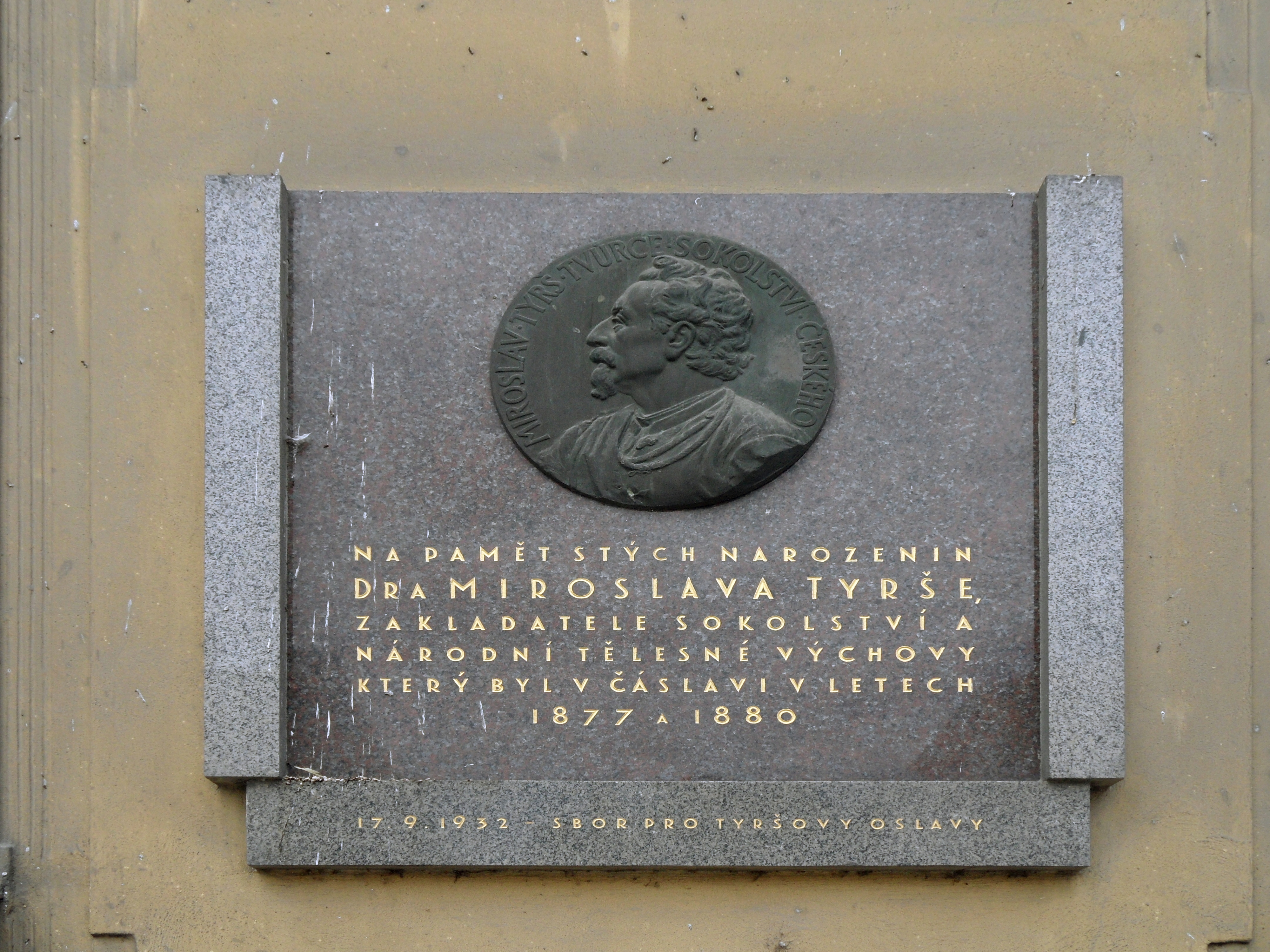
Pamětní deska na sokolovně v Čáslavi z roku 1932 (odhalená k 100. výročí narození)
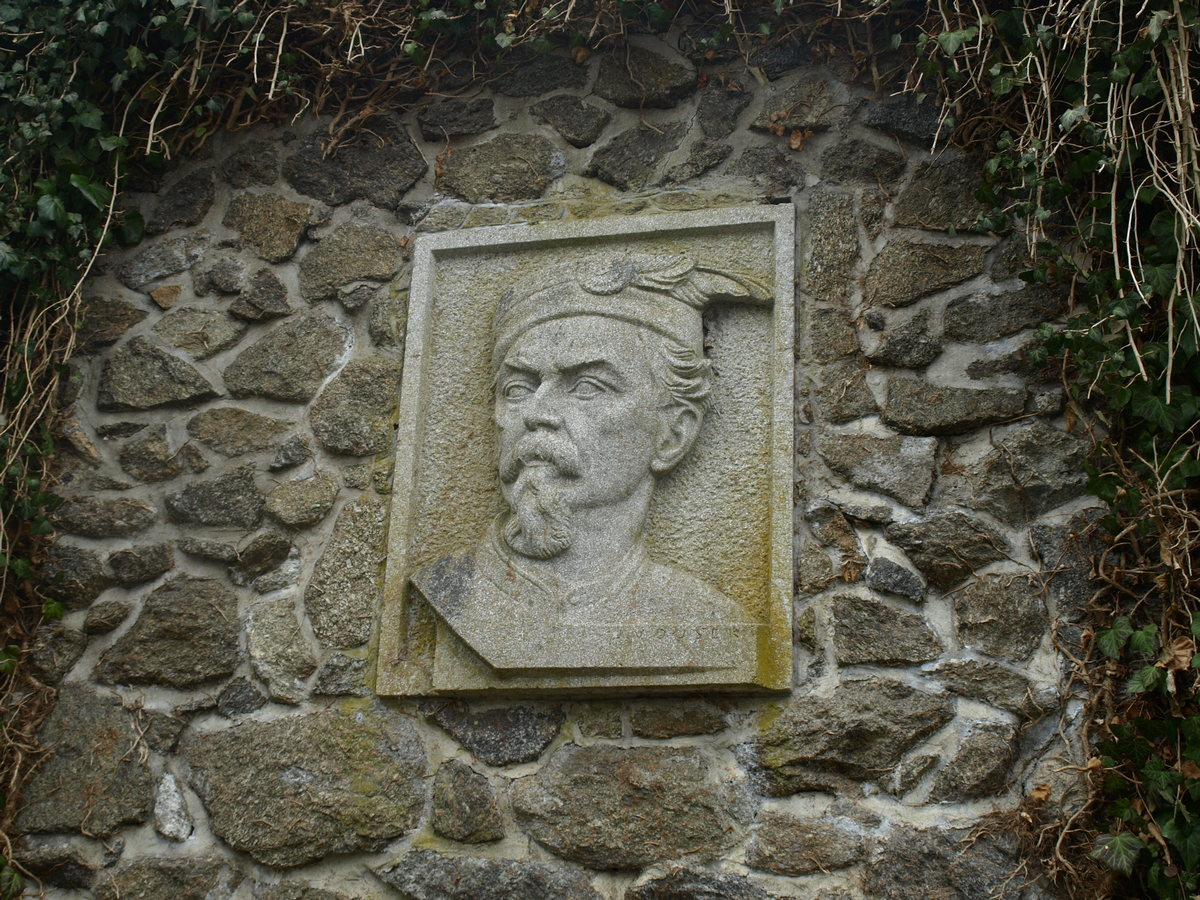
Reliéf Miroslava Tyrše v Tyršových sadech v Třebíči
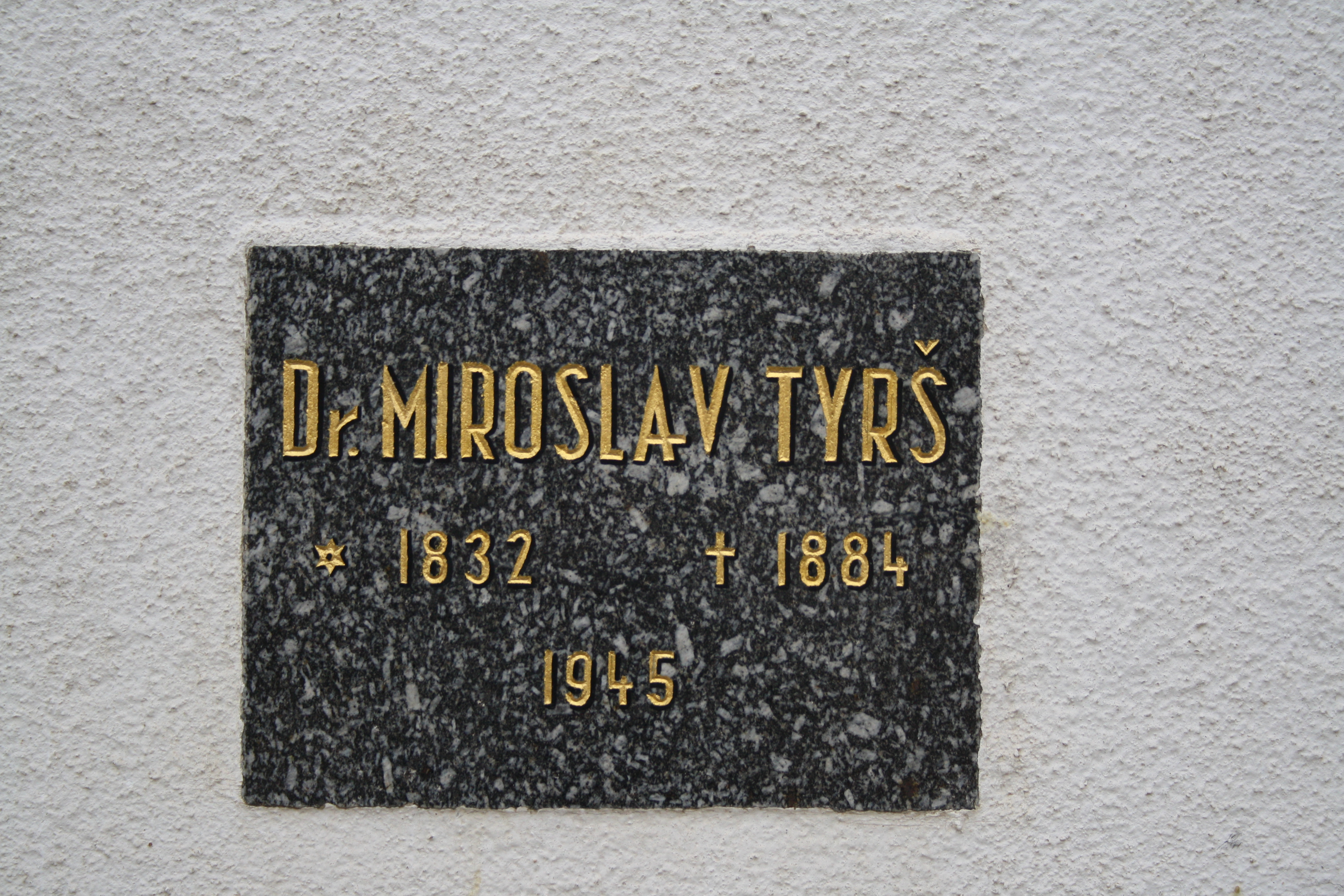
Pamětní deska Miroslava Tyrše Ve Výčapech u Třebíče
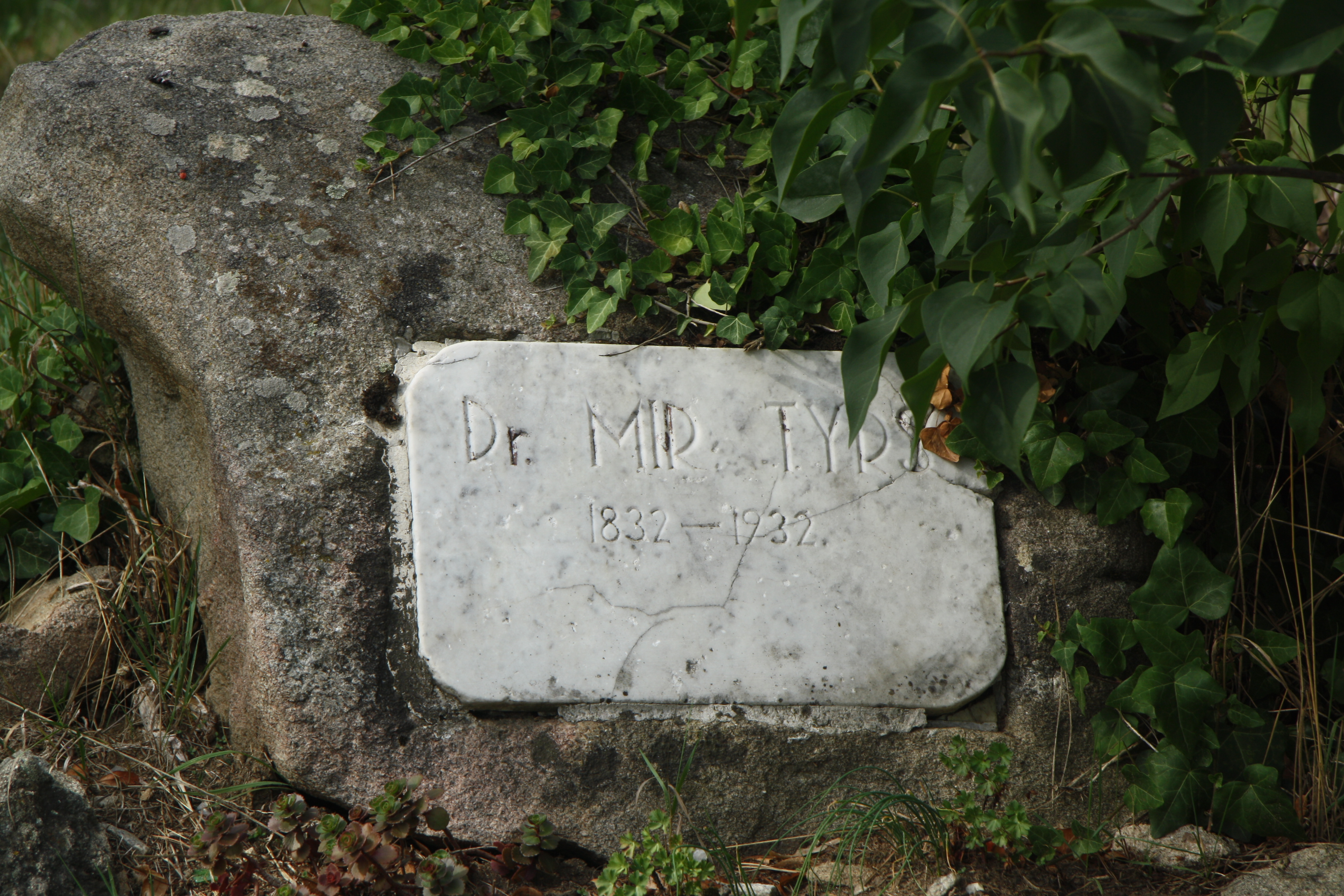
Pamětní deska Miroslava Tyrše v Jaroměřicích nad Rokytnou
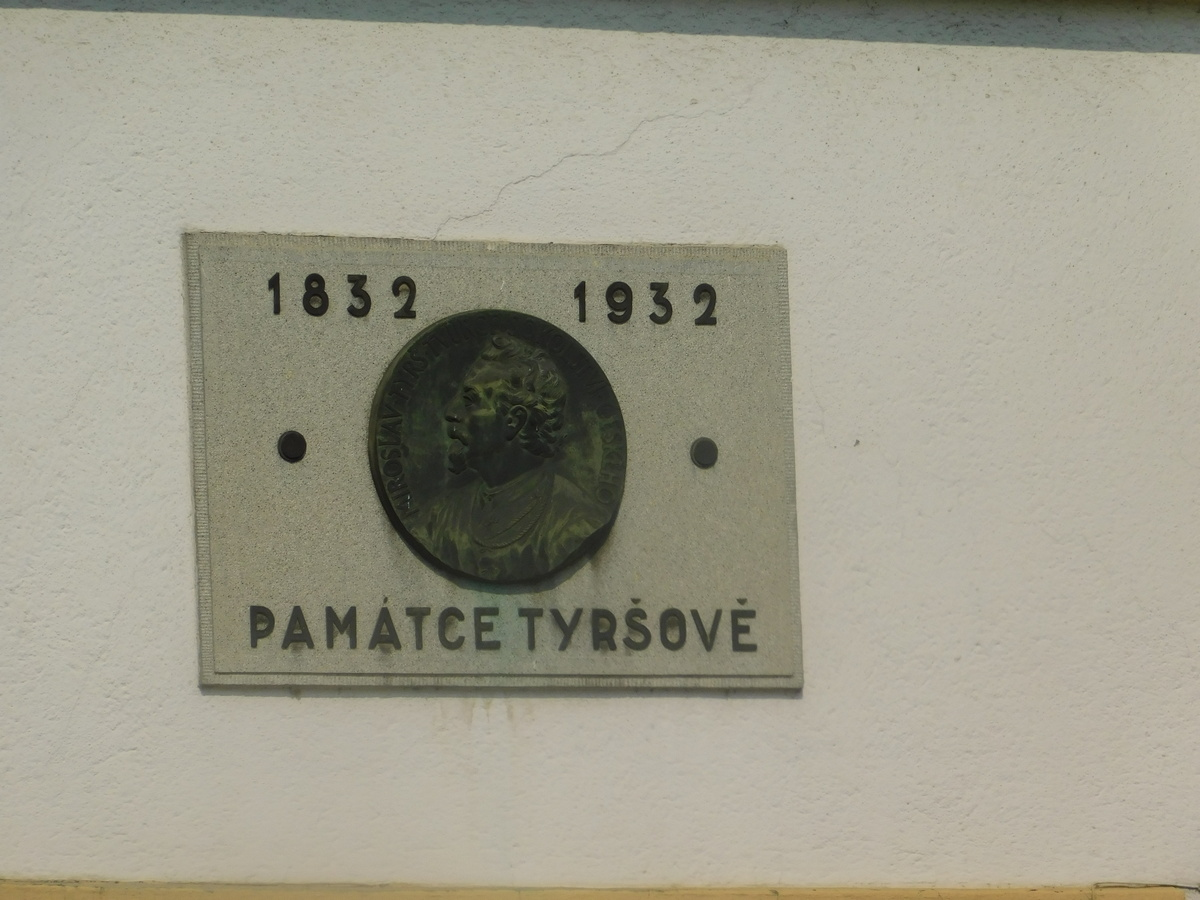
Pamětní deska Miroslava Tyrše v Uherském Hradišti
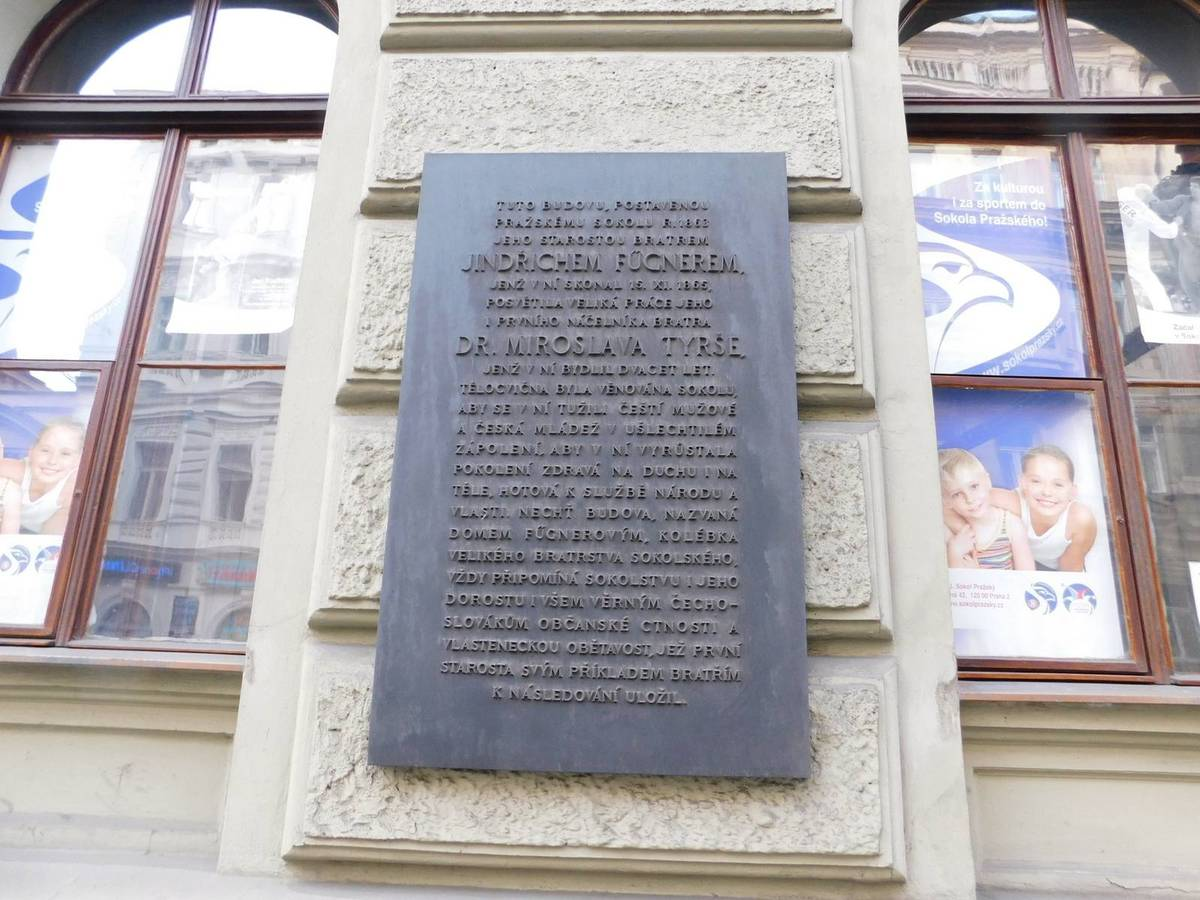
Pamětní deska Miroslava Tyrše a Jindřicha Fügnera v Praze
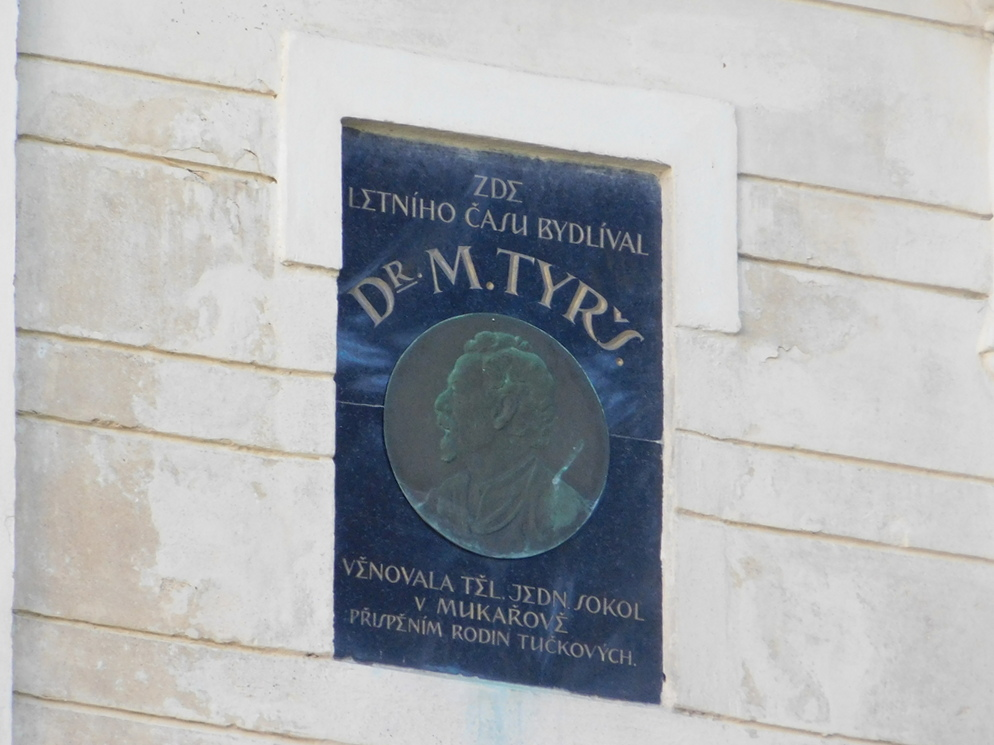
Pamětní deska Miroslava Tyrše v Mukařově